# L'Amour en quatre dimensions
Pour plus de détails, voir Fiche technique et Distribution.
L'Amour en quatre dimensions (Amore in quattro dimensioni) est une comédie franco-italienne à quatre sketches réalisée par Gianni Puccini, Jacques Romain, Mino Guerrini et Massimo Mida (it) et sortie en 1964.
Les quatre sketches s'intitulent L'Amour et l'Alphabet (Amore e alfabeto),  L'Amour et la Vie (Amore e vita), L'Amour et l'Art (Amore e arte) et L'Amour et la Mort (Amore e morte).

## Fiche technique
- Titre français : L'Amour en quatre dimensions[1]
- Titre original italien : Amore in quattro dimensioni[2]
- Réalisateur : Gianni Puccini (L'Amour et l'Art), Jacques Romain (L'Amour et la Vie), Mino Guerrini (L'Amour et la Mort) et Massimo Mida (it) (L'Amour et l'Alphabet)
- Scénario : Gianni Puccini (L'Amour et l'Art), Bruno Baratti (it) (L'Amour et la Vie), Mino Guerrini (L'Amour et la Mort) et Massimo Mida (it) (L'Amour et l'Alphabet)
- Photographie : Dario Di Palma (L'Amour et l'Alphabet et L'Amour et la Vie), Tonino Delli Colli (L'Amour et l'Art et L'Amour et la Mort)
- Montage : Franco Fraticelli
- Musique : Franco Mannino
- Production : Luciano Cattania, Robert Chabert
- Société de production : Adelphia Compagnia Cinematografica, France Cinéma Production
- Pays de production :  Italie -  France
- Langue originale : italien
- Format : Noir et blanc - 1,85:1 - Son mono - 35 mm
- Durée : 105 minutes
- Genre : Comédie
- Dates de sortie :
  - Italie : 21 mars 1964
  - France : 27 mai 1966

## Distribution
L'Amour et l'Alphabet
- Carlo Giuffré : Gerlando, le Sicilien
- Franca Rame : Suzy
- Carlo Bagno : Trapattoni
- Camillo Milli : le porteur
- Gino Buzzanca : l'interprète du dialecte sicilien
- Renato Terra : le jeune homme entreprenant

L'Amour et la Vie
- Sylva Koscina : Irma
- Gastone Moschin : Orazio
- Franca Polesello : Rosa
- Antonio Cannas : Piero
- Mino Guerrini : le commissaire

L'Amour et l'Art
- Philippe Leroy : Franco Lampredi
- Lena Ressler (sous le nom d'« Elena Martini ») : Livia
- Fabrizio Capucci : Benito Mingozzi
- Alberto Bonucci : Pallotta

L'Amour et la Mort
- Alberto Lionello : Matteo
- Michèle Mercier : Luisa
- Eros Pagni : Dr Lanzari